# 達拉斯縣 (愛阿華州)
達拉斯縣（英語：Dallas County）是位於美国艾奥瓦州中西部的一個郡，面積1,533平方公里。根據2020年美國人口普查，共有人口99,678人。縣治阿戴爾（Adel）。該縣成立於1847年2月16日，縣名紀念第十一任美国副总统喬治·M·達拉斯。